# Anime

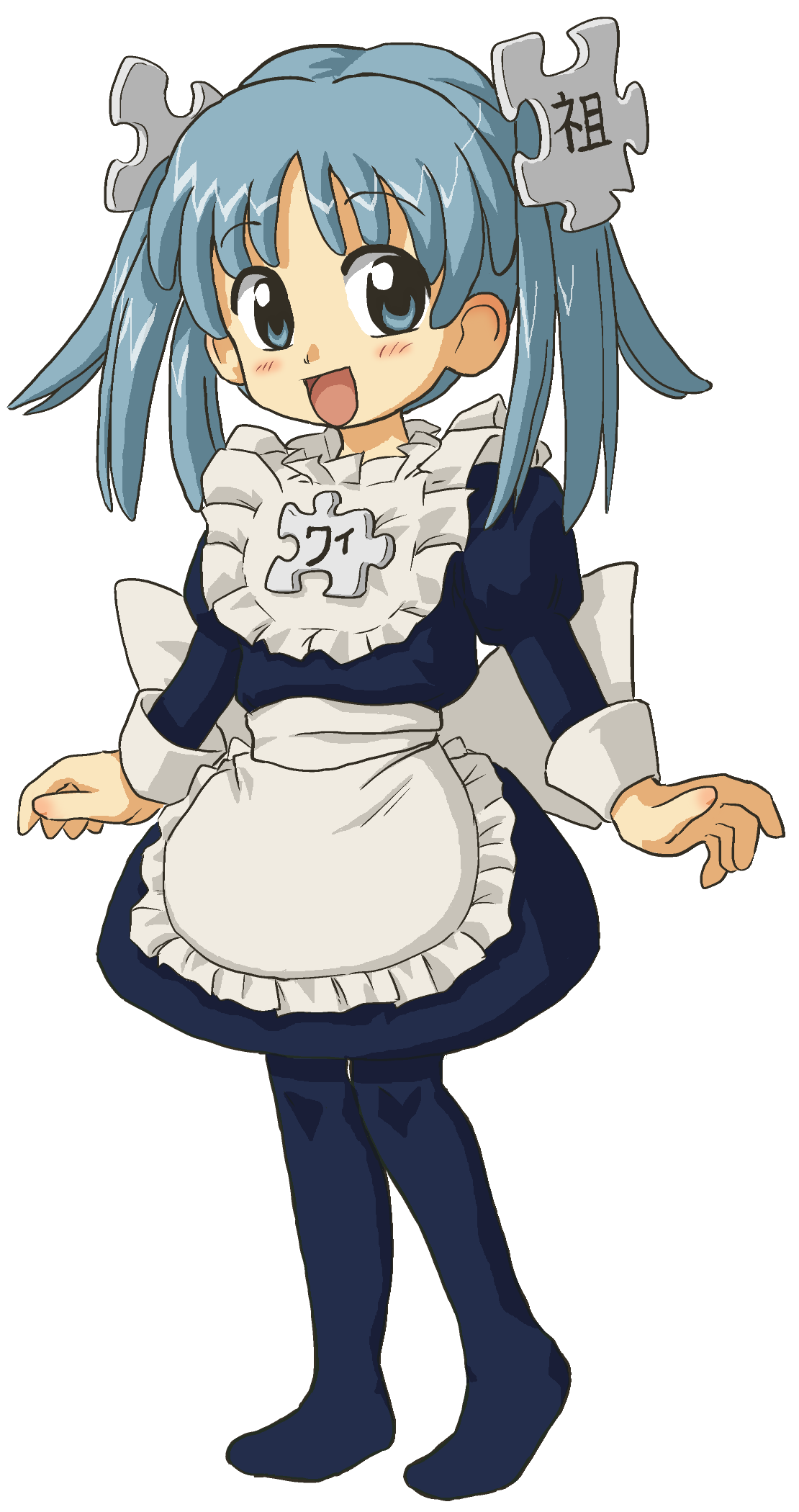
Wikipe-tan

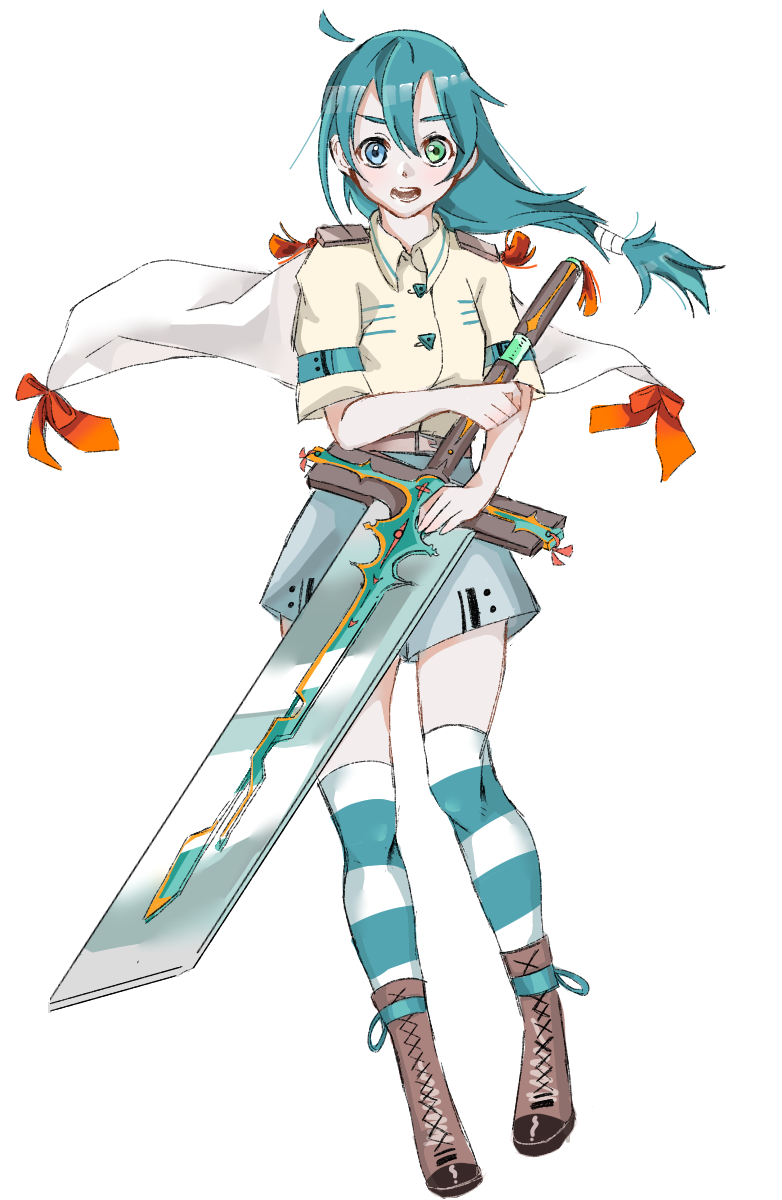

Anime (japonsky アニメ) je japonské označení pro specifickou animovanou tvorbu. Anime je zvykem dělit na televizní seriály, OVA (Original Video Animation), ONA (Original Net Animation), speciály, filmy a hudební videa. Anime pochází z Japonska, kde je také zdaleka nejrozšířenější, a vyznačuje se charakteristickým stylem kresby postav a pozadí. Termín anime se pro označení animovaných seriálů a filmů vzniklých mimo Japonsko nepoužívá, i přesto jim existují díla vizuálně podobná, například americký animovaný seriál Batman budoucnosti.
Anime pokrývá širokou škálu žánrů, od akčních seriálů přes detektivky až po psychologická dramata. Anime se obvykle vysílá v televizi, distribuuje na DVD nebo publikuje jako videohry. Anime bývá často ovlivněno nebo přímo inspirováno japonskými komiksy manga, nebo občas naopak takové komiksy inspiruje. Občas bývá anime také adaptováno do podoby hraných filmů. Anime produkuje řada japonských animátorských studií, mezi nejznámější patří studio Ghibli nebo Gainax.
V Česku mezi nejznámější představitele anime určeného pro děti patří například seriál Pokémon nebo film Cesta do fantazie. Z hlediska západní kultury se může jevit jako překvapivé, že řada japonských animovaných filmů je zaměřena spíše na dospělé diváky. Dospělí fanoušci tohoto žánru pokládají za reprezentativní např. tituly jako Hrob světlušek, Ghost in the Shell, Neon Genesis Evangelion, Princezna Mononoke, Vampire Hunter D nebo Akira.

## Historie
Historie anime začala na počátku 20. století, kdy japonští filmoví tvůrci experimentovali s animačními technikami, které se vyvíjely ve Francii, Německu, Spojených státech amerických a Rusku.
Animace se v Japonsku stala populární jako alternativní forma dějového vyprávění v porovnání s málo rozvinutým japonským hraným filmem. Oproti například Americe, kde jsou hrané pořady a filmy štědře dotované, v Japonsku je hraný filmový průmysl malý a tak trpí nízkými státními dotacemi, umístěním i omezením počtu herců. Film se také obtížně uchycuje na evropském nebo americkém trhu díky nedostatku účinkujících západního vzezření. Zato různorodé použití animace umožňuje tvůrcům vytvářet postavy a prostředí, která nevypadají japonsky a tak jsou západnímu světu blíže.
Během 70. let 20. století došlo ke zvýšení popularity manga komiksů – které často později získávaly též anime podobu – obzvláště pak mang Osamy Tezuka, nazývaným „legenda“ a „bůh mangy“. Jako výsledek práce Tezuky a dalších průkopníků v oboru přineslo anime do současného umění plnohodnotné žánry a některé typické rysy. Kupříkladu žánr o gigantických robotech (mimo Japonsko známý jako „mecha“), který se utvořil pod Tezukou, byl vyvíjen pod Go Nagaim spolu s jinými a ke konci desetiletí zcela změněn Jošijukim Tominem. Mecha anime Gundam nebo Macross se v 80. letech rychle staly klasikami žánru. V tom samém desetiletí bylo v Japonsku anime přijato hlavním filmovým proudem a zároveň tak zažilo boom v produkci titulů (mimoto stojí za zmínku, že v Japonsku se manga těší větší publicitě než anime). Ke konci 90. let a na počátku 2. tisíciletí se anime zvýšeně rozšiřovalo na zámořských trzích.

## Terminologie

### Etymologie a výslovnost
Japonský výraz pro animaci, psaný v katakaně, je アニメーション (animéšon). Je to přímý přepis a převzaté slovo (viz gairaigo) anglického termínu animation. Japonská zkratka tohoto termínu je アニメ (anime). Oba výrazy jsou v japonštině rovnocenné, ale zkrácený tvar je více užíván.

### Syntax a morfologie
Slovo anime se používá jako podstatné jméno („Díváš se také na anime?“) nebo jako přídavné jméno („Anime Guyver je odlišný od toho filmového Guyvera.“). Slovo je nesklonné a nemá tvar množného čísla („Kolik jsi už viděl anime?“).

### Synonyma
O anime se někdy mluví jako o japanimaci, ačkoliv toto označení se již přestalo používat. Slovo japanimace zažilo svůj vrchol během 70. a 80. let 20. století, kdy bylo běžně používáno v první a druhé vlně anime příznivců. Tato zlatá éra skončila před druhou polovinou 90. let 20. století. Výraz je v dnešní době vnímán spíše v nostalgickém kontextu. V Japonsku pak označuje domácí animovanou tvorbu. Od té doby, co anime, popř. animéšon, popisuje všechny možné druhy animace, je japanimace využívána k odlišování japonských děl od tvorby zbytku světa.
V evropských zemích poslední dobou slovo anime často zahrnuje též pojem manga. Tento zvyk může pramenit z japonského užití: V Japonsku nabývá manga významu animace i komiksu (ačkoli použití slova manga pro animaci je většinou příznakem 'nefanouška'). Mezi českými fanoušky má obvykle manga přísnější význam „japonského komiksu“.

## Charakteristické rysy

Oči ve stylu anime

Anime je širokou paletou uměleckých stylů. Liší se v podstatě od umělce k umělci nebo studio od studia. Jejich typickými rysy jsou většinou velké, kulaté, roztomilé oči, propracované hudební kulisy a postavy stylizované v rozmanitých scénách a příbězích, zaměřené na širší publikum.

## Žánry
V anime existuje mnoho žánrových podkategorií, jejichž náplní může být akce, dobrodružství, příběhy pro děti, komedie, drama, erotika (hentai), fantasy, magie, horor či sci-fi anime.
Většina anime je kombinací několika žánrů, stejně jako témat. Je tedy těžké přiřadit titul pouze k jednomu žánru. Pořad se může na první pohled jevit jako dílo s jednoduchou zápletkou, ale jeho součástí může být daleko hlubší dějová linie nebo vývoj postav. Například u akčních anime není neobvyklé, pokud se dotýkají takových témat jako je romance, humor či společenská kritika. Stejně tak některé romance jdou ruku v ruce s akčními prvky nebo násilím.
Hlavní anime směry:
- Šónen
  - česky 'chlapec', šónen je podobný žánru seinen, ale je zaměřený na mladší ročníky, většinou akční anime.
  - například Naruto, Bleach, Dragon Ball, One Piece,  Fullmetal Alchemist, Boku no Hero Academia, Hunter x Hunter, Jujutsu Kaisen
- Šódžo
  - V češtině 'mladá slečna' nebo 'holčička'. Žánr je určen pro dívky, většinou romantické anime.
  - například Bišódžo senši Sailor Moon, Candy Candy, Óran Kókó Host Club, Versailles no Bara, Kimi ni todoke
- Mahó šódžo
  - Podkategorie šódžo, jejichž náplní jsou příběhy o magicky nadaných dívkách.
  - Bišódžo senši Sailor Moon, Sally, malá čarodějnice, Princess Tutu, Mahó šódžo Madoka Magika
- Mahó šónen
  - Mužský ekvivalent mahó šódžo.
  - například D.N. Angel, Binan kókó čikjú bóei-bu LOVE!,  Ao no Exorcist
- Džosei
  - Japonský výraz pro 'mladou ženu'. Anime zaměřené na mladé ženy. Jeden z nejvzácnějších typů anime.
  - například Nana, Paradise Kiss, Čihajafuru
- Ečči
  - Odvozeno z japonské výslovnosti písmena 'H', počátku slova 'hentai'. Název znamená něco jako 'obscénní sexualita'. Obsahuje lehký sexuální humor a fanservis.
  - například To LOVE-Ru, No Game No Life, Kill la Kill, High School DxD, Golden Boy, Highschool of the Dead
- Hentai
  - Hentai je označení pro anime s erotickou nebo pornografickou tematikou.
  - například Oni čiči, Cream Lemon, Bible Black, Kanodžo × kanodžo × kanodžo
- Kodomo
  - Japonský výraz pro 'dítě'. Určeno pro malé děti.
  - například Hello Kitty, Keropi, Panda-Z The Robonimation, Kodomo no omoča, Doraemon
- Moe
  - Obsahuje postavy, které vypadají mladší, než je jejich skutečný věk, nebo jsou extrémně roztomilé. Poslední dobou anime zažívá trend moe.
  - například K-On, Lucky Star, Akazukin čača, Ičigo mašimaro, Mahó šódžo Lyrical Nanoha, Gakuen Utopia Manabi Straight!
- Mecha
  - Anime s gigantickými roboty.
  - například série Mobile Suit Gundam, Neon Genesis Evangelion, Code Geass: Hangjaku no Lelouch, Tengen Toppa Gurren Lagann
- Seinen
  - Anime pro dospívající i dospělé muže.
  - například Steins;Gate, Mušiši, Berserk, Seihó bukjó Outlaw Star, Kovboj Bebop, Ping Pong the Animation, Hellsing Ultimate, Baccano!
- Sentai/Super sentai
  - Doslova „bojující tým“. Zahrnuje jakékoliv dílo, ve kterém se objevuje tým superhrdinů.
  - například Cyborg 009, Gekiganger 3: Nekkecu daikessen!!, Samurai Flamenco
- Dementia
  - Anime s nepředvídatelným zvratem v ději, často také označení experimentálních anime.
  - například Neon Genesis Evangelion: The End of Evangelion, FLCL, Serial Experiment Lain, Perfect Blue, Nami, Ucu musume Sajuri
- Jaoi
  - Japonský výraz pro 'chlapeckou lásku'. Anime je zaměřeno na sex (jaoi) nebo na vztah (šónen-ai) mezi dvěma muži/chlapci. Termín „šónen-ai“ je vyřazován z japonského jazyka kvůli jeho postrannímu významu – efebofilie – a je nahrazován slovní vazbou Boy's Love (BL), tj. chlapecká láska.
  - například Loveless, Gravitation, Zecuai, Ai no kusabi, Fudžimi 2-čóme kokjogakudan, Keiraku no hóteišiki Level-C, Suki na mono wa suki dakara šó ga nai!!, Džundžó Romantica,  Sekai-iči Hacukoi
- Juri
  - Tento typ mangy má podobnou náplň jako jaoi/šónen-ai, jen je zaměřen na vztah dvou dívek, a to většinou spíše na platonické úrovni (mluvíme o šódžo-ai) než na sexuální (juri).
  - například Šódžo kakumei Utena, Maria-sama ga miteru, Kašimaši: Girl Meets Girl, Juri kuma araši, Juru juri, Citrus, Necuzó Trap: NTR